# Витковский, Сергей Сергеевич
Сергей Сергеевич Витковский (род. 9 января 1981 года, Красноярск, СССР) — российский борец вольного стиля.

## Биография
Родился 9 января 1981 года в Красноярске. Борьбой начал заниматься в 1992 году у своего отца — Сергея Витковского. С 1997 года занимался в Школе высшего спортивного мастерства по видам борьбы. Выступал в весовых категориях до 74, 82 кг. Позднее выступал за Клуб спортивной борьбы ЦСКА. Заслуженный мастер спорта по вольной борьбе (2007).

Окончил Красноярский политехнический институт.

## Спортивные достижения
- Обладатель Кубка мира (2004, 2007 (в команде)), серебряный призёр Кубка мира (2002 (в команде)).
- Серебряный призёр чемпионата Европы (2005).
- Обладатель Кубка европейских чемпионов (2002, 2004).
- Серебряный, бронзовый призёр Международных турниров серии Гран-при «Иван Ярыгин» (2005, 2004).
- Победитель Международного турнира в Калининграде (2001).
- Бронзовый призёр чемпионатов России (2003, 2004).
- Чемпион мира среди юниоров (2001, 2003).
- Чемпион мира среди кадетов (1999).
- Победитель Спартакиады народов Сибири (2002, 2004).
- Чемпион первых Всемирных юношеских игр (1998).

## Личные достижения
- Медаль Республики Тыва «За заслуги перед Республикой Тыва» — «Тыва Республиканын Мурнунга Ачы-Хавыяазы Дээш» (31 июля 2024 года) — за вклад в развитие физической культуры и спорта Республики Тыва и Российской Федерации, многолетний добросовестный труд[3]